# Blind Squirrel Entertainment
Blind Squirrel Entertainment, Inc. ist ein Spieleentwicklungsunternehmen mit Sitz im kalifornischen Santa Ana.

## Geschichte
Blind Squirrel wurde 2010 in Santa Ana von Brad Hendricks gegründet. Bekannt wurde Blind Squirrel durch die Remastered Version von BioShock. Das Studio wurde mehrfach ausgezeichnet. Blind Squirrel unterstützte in den ersten Jahren ausschließlich andere Studios bei der Entwicklung verschiedener Spieleproduktionen. 2020 sollte das erste eigene Spiel des Entwicklers erscheinen.

## Spiele (Auswahl)
- Borderlands 2[4]
- Sunset Overdrive[5]
- Bioshock Infinite[6]
- Disney Infinity 3.0[7]
- EVOLVE[8]
- Mafia III[9]
- XCOM 2[10]
- BioShock: The Collection[11]
- TROVE[12]